# Tom Durkin
Thomas N. Durkin ist ein US-amerikanischer Fußballtrainer. Von 2014 bis 2015 betreute er das Franchise der Boston Breakers in der National Women’s Soccer League.

## Karriere
Durkin begann seine Trainerkarriere im Jahr 1982 in der Fußballabteilung des Union County College in Cranford, New Jersey. 1986 wechselte er zur Hochschulmannschaft der Rutgers University, den Rutgers Scarlet Knights und arbeitete parallel dazu auf Vereinsebene als Trainer des Suburban Soccer Club in New Jersey. Nach einer kurzen Anstellung als Cheftrainer der Männer- und Frauenmannschaften des Richland College of Dallas wechselte Durkin 1995 in den Trainerstab der USSF und betreute als Assistenztrainer die männliche U-17-Mannschaft der Vereinigten Staaten.
Seine Berufung zum Co-Trainer der MLS-Franchise Tampa Bay Mutiny im Jahr 1996 brachte Durkin erstmals zum Profifußball. Diesen verließ er jedoch bereits im Januar 1998 wieder und fungierte anschließend bis ins Jahr 2011 an der IMG Academy in Bradenton, Florida als Cheftrainer und sportlicher Leiter.
Im August 2013 wurde Durkin nach der Entlassung der bisherigen Cheftrainerin Lisa Cole bei den Boston Breakers gemeinsam mit der ehemaligen Rekordnationalspielerin Kristine Lilly als Assistent von Interimstrainerin Cat Whitehill installiert und rückte zur Saison 2014 als Cheftrainer der Breakers auf. Nach zwei Jahren in Boston, in denen die Mannschaft nur hintere Plätze belegte und sich nicht für die Play-offs qualifizieren konnte, trat Durkin mit Ablauf der Saison 2015 als Cheftrainer der Breakers zurück.

## Privates
Durkin ist Absolvent der Kean University, verheiratet und Vater von drei Kindern.